# LCM YF-2150
Gli LCM YF-2150 sono una classe di  mezzi da sbarco del tipo Landing Craft Mechanized (LCM) in servizio nella Japan Maritime Self-Defense Force.
Gli LCM del tipo YF-2150 sono stati sviluppati come versione ingrandita dei precedenti mezzi da sbarco YF-2121, e sono simili ed equivalenti agli LCM-8 dell'US Navy. 
Hanno una lunghezza di 19,8 metri, e una larghezza di 5,4 metri, e sono in grado di trasportare una compagnia di 100 soldati completamente equipaggiati.
Sono entrate in servizio due unità di questa classe, rispettivamente nel 2003 e nel 2005.